# Jan Neruda

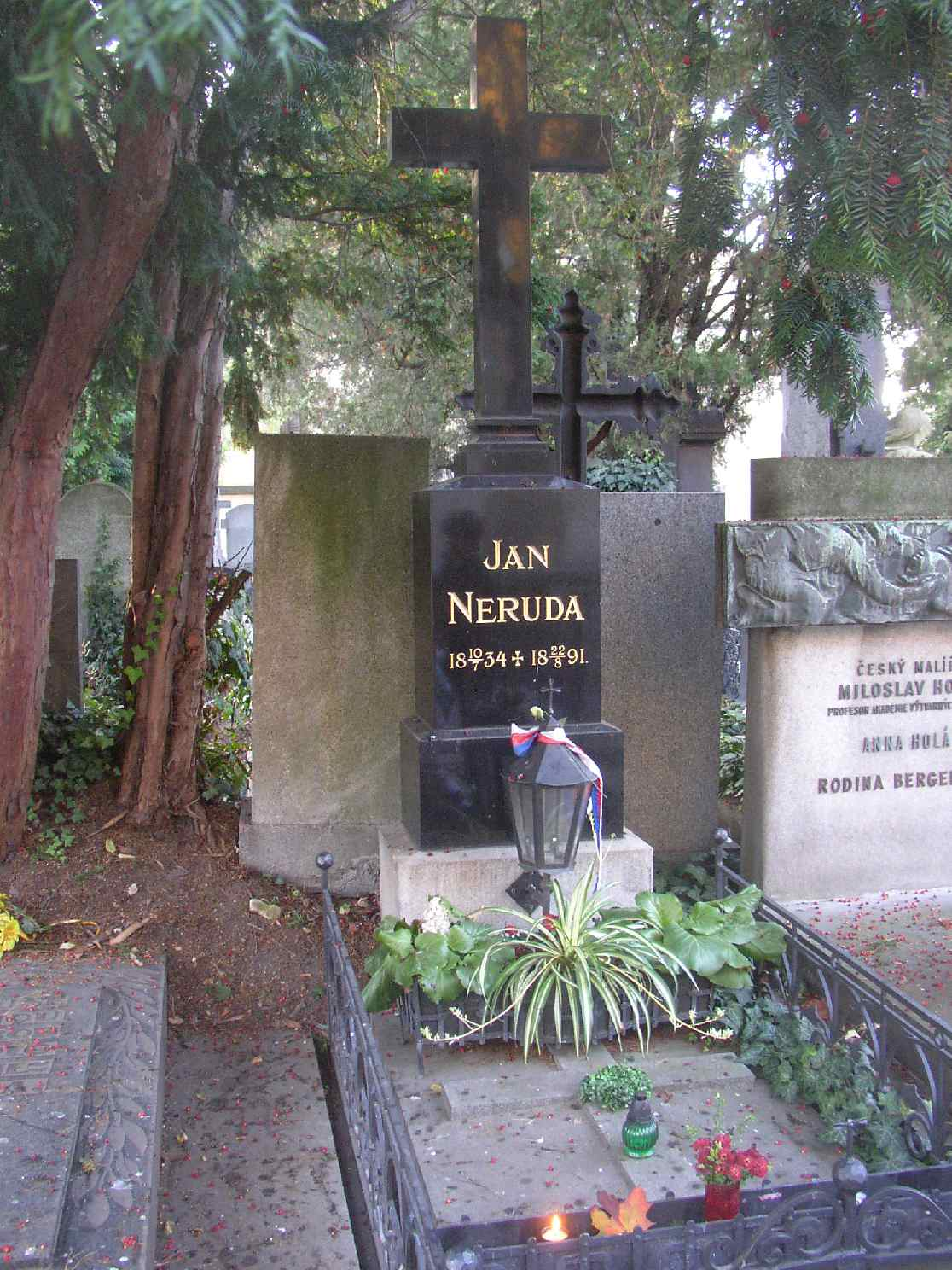
Mormântul lui Neruda.

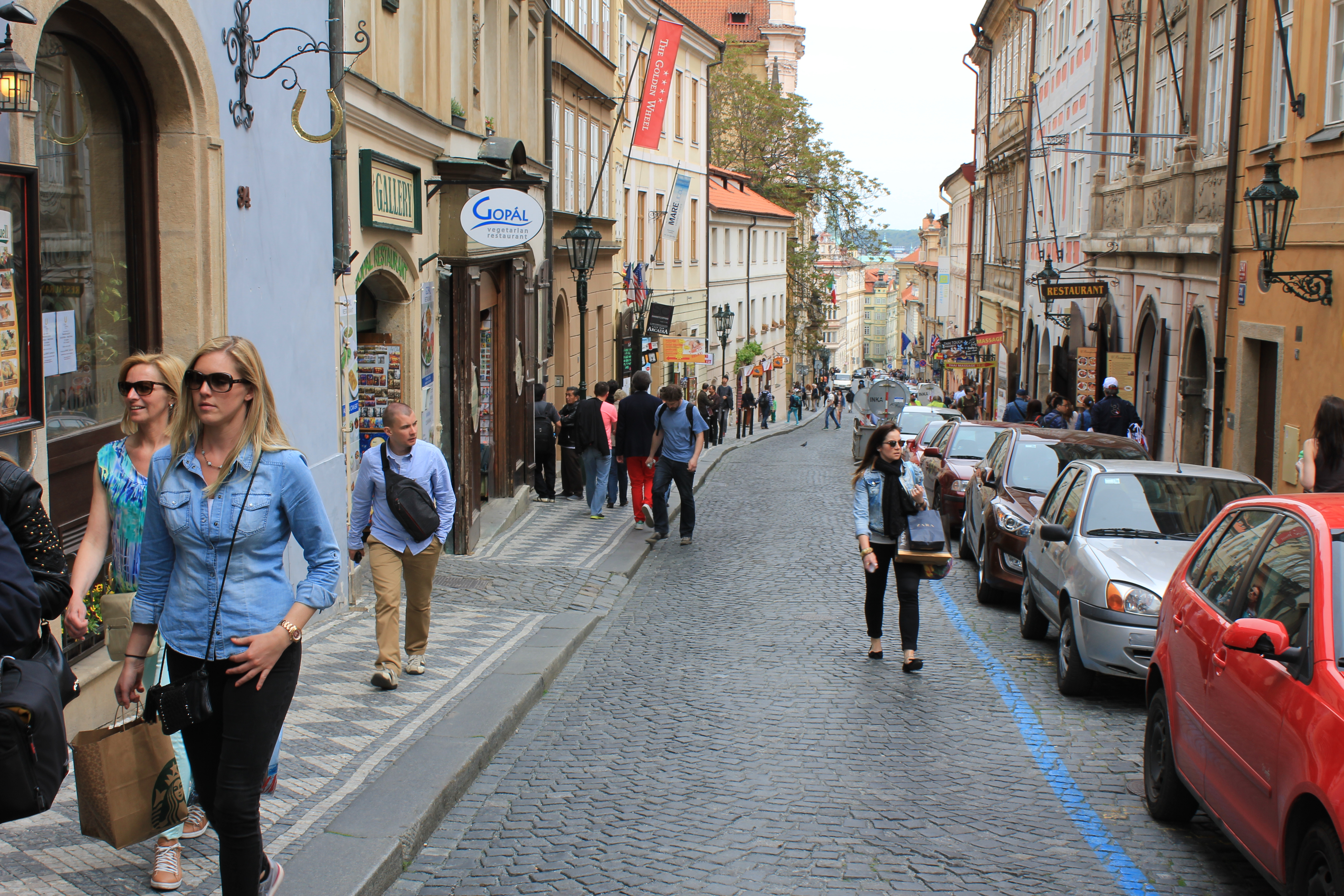
Strada Neruda.

Jan Nepomuk Neruda (ˈjan ˈnɛpomuk ˈnɛruda[cs]; 9 iulie 1834 – 22 august 1891) a fost un jurnalist, scriitor și poet ceh, unul dintre cei mai importanți reprezentanți ai realismului ceh și un membru al Școlii din Mai.

## Primii ani
Jan Neruda s-a născut la Praga, Boemia, ca fiu al unui mic băcan care locuia în cartierul Malá Strana (Cartierul Mic) din Praga. După ce a studiat filosofia și filologia, a lucrat ca profesor până în anul 1860, când a devenit jurnalist  independent și scriitor.

## Carieră
În opera sa Neruda a promovat ideea renașterii patriotismului ceh. A participat la principalele lupte culturale și politice ale generației sale și a câștigat o reputație de critic sensibil. Neruda a devenit, împreună cu Vítězslav Hálek, reprezentantul cel mai proeminent al noilor tendințe literare.
Neruda a fost cunoscut pentru descrierea satirică a micului burghez din Praga. Scrierea sa cea mai populară este Povídky malostranské (Povestiri din Malá Strana, 1877), o colecție de povestiri, care a fost tradusă în limba engleză în 1957 de romancierul și scriitorul de cărți polițiste Ellis Peters. Poveștile lui Neruda transportă cititorul în Cartierul Mic, pe străzile și în curțile sale, prin magazine, biserici, case și restaurante.
Neruda a fost un antisemit notoriu, iar personajele evreiești din cărțile sale, după cum afirmă Madeleine Albright în cartea sa, Prague Winter, au fost aproape întotdeauna descrise drept cămătari lacomi, o opinie pe care el a părut să și-o asume.

## Moartea
A murit în 1891 și a fost înmormântat în cimitirul Vyšehrad din Praga. După moartea sa, una dintre străzile din Cartierul Mic (Ostruhová ulice, bine-cunoscută din cărțile sale), acum Nerudova ulice, a primit numele său.

## Viața personală
Neruda nu a fost niciodată căsătorit, dar a avut o relație apropiată cu scriitoarea Karolína Světlá.

## Omagiu
Poetul chilian Neftalí Ricardo Reyes Basoalto (Pablo Neruda), care a obținut Premiul Nobel pentru Literatură în 1971, și-a luat pseudonimul de la Jan Neruda.
Andrew J. Feustel a luat cu el o copie a cărții Cosmic Songs în misiunea efectuată cu naveta spațială STS-125.
Școala Jan Neruda este numită după numele său.
Nerudova, strada plină de culoare unde a locuit odată Neruda, a fost redenumită astfel în onoarea lui.

## Scrieri
- Hřbitovní kvítí ("Cemetery Flowers"), 1857
- Knihy veršů ("Books of Verses"), 1867
- Zpěvy páteční ("Friday Songs"), 1869
- Povídky malostranské (Povestiri din Malá Strana), 1877, ISBN 0-8371-9344-3
- Písně kosmické ("Cosmic Songs"), 1878
- Balady a romance ("Ballads and Romances)", 1878–83
- Prosté motivy ("Plain Themes / Simple Motifs"), 1883
- The Vampire